# Вулиця Шевченка (Таганрог)
Вулиця Шевченка (рос. Улица Шевченко) — вулиця в центральній історичній частині Таганрога.

## Географія
Вулиця розташована в історичному центрі міста. Початком вулиці є перетин вулиць Чехова та Грецької, далі вулиця спрямовується на захід, перетинаючись з провулками, такими як Гарібальді, Некрасовський, Добролюбовський, Український, Тургенєвський та іншими. Після перетину з Донським провулком вулиця повертає на північний захід, перетинається з провулками Червоний, Комсомольський, Гоголівський і Смирновський, після чого закінчується на перетині з Лагерним провулком.
Протяжність вулиці 3610 м.
Нумерація будинків ведеться від вулиці Чехова.

## Історія
Названа на честь поета і художника Т. Г. Шевченка в 1923 р. Своєю старою назвою — вулиця Михайлівська — іменувалася в зв'язку з розташованою на її початку Архангело-Михайлівською (колишньою Троїцькою) церквою.

## На вулиці розташовані
- Свято-Нікольський храм — вулиця Шевченка, будинок 28;
- Метеостанція «Таганрог» — вулиця Шевченка, 143.
- Портові будівлі, споруди та об'єкти Таганрозького порту;
- Центральний пляж — на непарній стороні вулиці.